# Wassereinspritzung
Die Wassereinspritzung ist ein Verfahren zur Leistungssteigerung (Downsizing, Tuning) oder zur Senkung des Kraftstoffverbrauchs und der Emissionen. Es wird Wasser in den Ansaugtrakt oder Brennraum eines Kolbenmotors oder eines Verdichters einer Gasturbine eingespritzt. Ein Wasser/Alkohol-Gemisch (siehe dazu auch MW-50) hat einen ähnlichen Effekt. Die verdunstende Flüssigkeit hat eine kühlende Wirkung und vermindert die Verdichtungsarbeit. Auch Einspritzung während des Arbeitstaktes zur Dampfkrafterzeugung (integrierter Dampfprozess) und zur Reduktion der Abgastemperatur und des Abgasgegendruckes wird praktiziert. Das Verfahren ist Bestandteil eines Serienprojekts und vieler Forschungsaktivitäten.

## Automotoren und Flugmotoren
Die eingespritzte Flüssigkeit in den Luft-Ansaugtrakt bewirkt durch die für deren Verdampfung aufzubringende Verdampfungsenthalpie eine effektive Ladeluftkühlung und erreicht dadurch auch eine Innenkühlung des Motors. Neben der Einspritzung in den Luft-Ansaugtrakt kann das Wasser auch direkt in den Brennraum während des Ansaugens und Verdichtens eingespritzt werden.
Des Weiteren kann der Zündzeitpunkt weiter in Richtung Frühzündung eingestellt werden, da die kühlere Brennluft weniger zum Klopfen neigt. 
Beigemischtes Methanol dient bei Flugmotoren vorrangig als Vereisungsschutz. Weil das Gemisch vor dem Kompressor eingespritzt wird, bestünde sonst die große Gefahr der Vereisung des Ansaugtraktes, da die Luft dort die in großer Höhe niedrige Umgebungstemperatur und einen niedrigeren statischen Druck hat.

### Geschichte
Donát Bánki, Chefingenieur bei Ganz & Co. in Budapest, erhielt 1898 ein Patent auf einen Verbrennungsmotor mit Wassereinspritzung und (für damalige Verhältnisse) erhöhtem Verdichtungsverhältnis.
Der ab 1937 gefertigte sowjetische Kettentraktor SChTS-NATI hatte serienmäßig einen Petroleummotor mit Wassereinspritzung verbaut.
Wassereinspritzung wurde im Zweiten Weltkrieg und in den 1950er Jahren zur Leistungssteigerung von Flugmotoren in der Luftfahrt eingesetzt. Die Anwendung beschränkt sich dabei auf Zeiträume von etwa 5–10 Minuten je nach Motorentyp. Deshalb diente es nur zur kurzzeitigen Erhöhung der Startleistung, oder im Falle von Militärflugzeugen auch zur Steigerung der Flugleistungen im Luftkampf.
Das erste turbogeladene Serienauto, der Saab 99 Turbo, war optional mit Wassereinspritzung zu erwerben. In den 1980er Jahren, als Turbomotoren von der FISA noch erlaubt waren, entdeckte die Formel 1 die Vorzüge von Wassereinspritzungen neu. In der Vergangenheit wurden Wassereinspritzungen im Motorsport, beispielsweise in der Rallye-Weltmeisterschaft (WRC), eingesetzt.
Auch bei Zweitaktmotoren fand die Wassereinspritzung Anwendung. Durch Eindüsen von Wasser in den Auspuff wurde die Schallgeschwindigkeit im unteren Drehzahlbereich maßgeblich vermindert. Dadurch konnte der Resonanzeffekt des Auspuffs zu niedrigeren Drehzahlen hin verschoben werden, die Drehmomentkurve und damit die Leistungscharakteristik wird flacher und das nutzbare Drehzahlband erhöht. Vor allem Honda verwendete diese Technik in den 1980er-Jahren in Rennmotoren.

### Systemaufbau
Das Motorsteuergerät berechnet eine erforderliche Wassermenge. Eine Pumpe fördert die angeforderte Wassermenge aus einem Wassertank durch einen Filter in eine Wasser-Rail. Je nach Integration wird das Wasser dann dem Kraftstoff beigemischt oder mithilfe eines Einspritzventils in den Brennraum oder Ansaugtakt eingespritzt. Bei einer Einspritzung in den Brennraum kann, um Kosten und Bauraum zu sparen, die vorhandene Direkt-Einspritzung genutzt werden. Dabei kann Wasser entweder mit dem Kraftstoff gemischt werden oder geschichtet eingespritzt werden.
Der Wassertank muss vom Fahrer aufgefüllt werden. Um dies nach Möglichkeit zu vermeiden, werden unterschiedliche Verfahren zur Gewinnung von Wasser während der Fahrt untersucht und angewendet. Neben dem Nachtanken kann das Kondensat aus der Klimaanlage, das Abgaskondensat oder Oberflächenwasser der Karosserie zur zusätzlichen Wassergewinnung genutzt werden. Um Kalkablagerung zu vermeiden, sollte nach Möglichkeit destilliertes Wasser eingesetzt werden.

### Ottomotoren
Wassereinspritzung wird bei Ottomotoren zur Senkung von Emissionen und Kraftstoffverbrauch oder zur Leistungssteigerung verwendet. Dies geschieht insbesondere durch die Senkung der Temperaturen der Luftströme.
Hochaufgeladene Ottomotoren entwickeln im Vergleich zu konventionellen Verbrennungsmotoren durch die Aufladung eine signifikant erhöhte Ansauglufttemperatur. Durch diese starke Temperaturerhöhung wird die Klopfgrenze bei hohen Lasten früh erreicht und der Zündzeitpunkt muss in Richtung spät eingestellt werden. Dies führt insgesamt zu einem schlechteren Wirkungsgrad, wodurch die Abgastemperatur ansteigt und die Leistung sinkt. Um den Katalysator zu schützen, muss die Abgastemperatur gesenkt werden, dies geschieht bei herkömmlichen Motoren unter anderem mit einer Anreicherung des Kraftstoffgemisches (typischerweise λ=0,8). Der zusätzliche Kraftstoff verdampft und senkt so die Abgastemperatur. Durch die Anfettung verlässt der Katalysator sein Arbeitsfenster, wodurch die Emissionen deutlich ansteigen. Außerdem steigt durch das fette Kraftstoffgemisch ebenso der Kraftstoffverbrauch erheblich an. Abhilfe verschafft hier die Wasser-Einspritzung. Bei Einspritzung des Wassers in die Ansaugbrücke wird die Ansauglufttemperatur signifikant gesenkt, was sich wiederum direkt auf die Abgastemperatur auswirkt. BMW nennt für einen Forschungsmotor eine Reduzierung der Ansauglufttemperatur um 14 K. Bei einer Mischung des Wassers mit Benzin wird dieses durch die Benzindirekteinspritzung direkt in den Brennraum eingespritzt und kann so die Temperatur der Zylinderladung ebenfalls deutlich senken (Bei dem genannten Forschungsmotor um 55 K). Die niedrigen Temperaturen ermöglichen
ein stöchiometrisches Kraftstoffgemisch, womit der Katalysator in seinem Arbeitsbereich bleibt. Ebenso sinkt der Kraftstoffverbrauch, da das Gemisch nicht mehr mit überschüssigem Benzin angereichert werden muss. Durch die verschobene Klopfgrenze kann die Verdichtung erhöht werden, wodurch eine Leistungssteigerung, sowie weitere Kraftstoffreduzierung erreicht werden kann. Mit der gesunkenen Temperatur kann bei einer Erhöhung der Aufladung eine Leistungssteigerung – zum Beispiel zum Downsizing – angewendet werden.

### Dieselmotor
Beim Dieselmotor befindet sich das System zur Reduzierung der Emissionen derzeit in Forschung. Stickstoffoxide (NOx) werden bei der Diesel-Verbrennung besonders bei hohen Temperaturen gebildet. Durch eine Reduzierung der Brenntemperaturen können diese Emissionen effektiv gesenkt werden. Durch zu hohe Abgastemperaturen wird auch die Funktion des SCR-Katalysators eingeschränkt, wodurch die NOx-Emissionen stark ansteigen. Um diesem Problem Abhilfe zu verschaffen, werden bei herkömmlichen Dieselmotoren Systeme zur Abgasrückführung eingesetzt. Diese hat den Nachteil, dass sie eher träge reagiert und die Ruß-Emissionen signifikant erhöht. Eine Wassereinspritzung hat dagegen keinen negativen Einfluss auf die Ruß-Emissionen und lässt sich sehr dynamisch steuern.

## Flugzeugturbinen

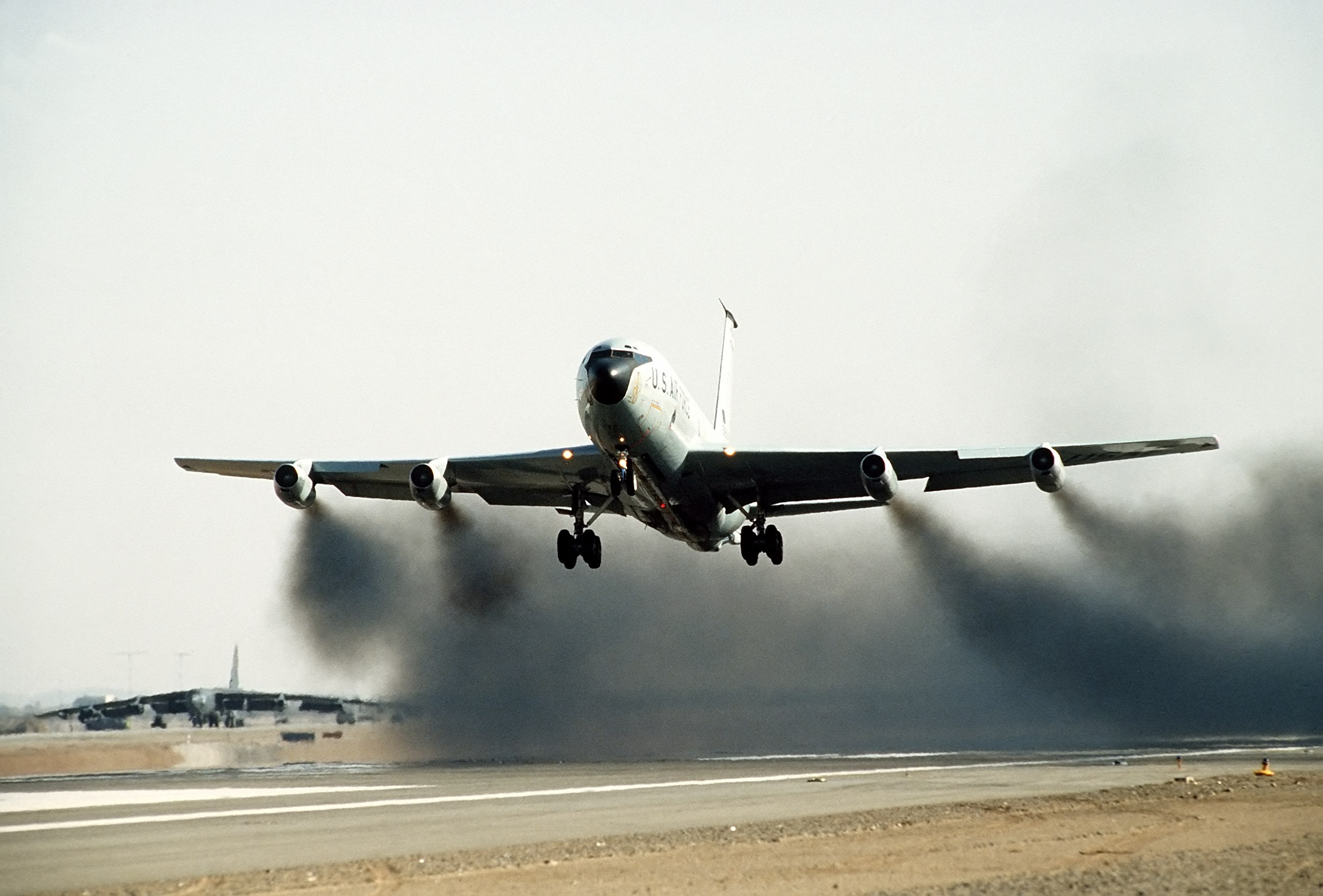
KC-135 beim Start mit Wassereinspritzung und deutlich sichtbaren Rauch/Dampf-Schwaden.

Besonders nach der Entwicklung der ersten strahlgetriebenen Passagierflugzeuge wurde die Wassereinspritzung verwendet, um die Leistung der Triebwerke für Volllaststarts zu vergrößern. Man sprach in solchen Fällen von einem Nassstart. Dafür wurde destilliertes Wasser oder ein Wasser-Methanol-Gemisch in die Brennkammer der Triebwerke eingespritzt, um den Schub beim Start zu erhöhen. Dies kommt durch zwei Faktoren zustande: Zum einen erzeugt die Verdampfung des Wassers zusätzliches Volumen und damit zusätzlichen Schub (Umsetzung von Wärmeenergie in Volumenarbeit). Aus einem Liter Wasser entstehen bei 25 °C und 1013 hPa Druck 1673 Liter Wasserdampf. Zum Zweiten wird das Triebwerk durch die Verdampfungsenthalpie des Wassers (2257 kJ/kg bei 100 °C) gekühlt, so dass dort mehr Treibstoff pro Luftmenge eingespritzt werden kann, ohne die zulässige Betriebstemperatur des Triebwerks zu überschreiten. In diesem Betriebsmodus mit überfettetem Gemisch werden starke Rauchschwaden erzeugt, also eine hohe Schadstoffmenge wegen unverbrannten Treibstoffs und Rußbildung.
Seit der weiten Verbreitung zweistrahliger Flugzeuge werden Nassstarts nur noch selten durchgeführt. Diese müssen für den Fall eines Triebwerksausfalls hohe Leistungsreserven vorhalten, weshalb sie meist stark genug motorisiert sind, um auch ohne Wassereinspritzung problemlos starten zu können. Ein weiterer Grund liegt in einer verstärkten Materialermüdung durch die Wassereinspritzung: Beim Start wurde das Wasser in die bereits laufenden und dementsprechend heißen Triebwerke eingespritzt. Durch die schlagartige Kühlung sind die den hohen Temperaturen ausgesetzten Triebwerksteile thermomechanischen Spannungen ausgesetzt.
Flugzeugtypen mit Wassereinspritzung waren
- Boeing 707
- Douglas DC-9
- Sud Aviation Caravelle und
- der Bomber Boeing B-52 der US Air Force.
- Auch die ersten Baureihen der Boeing 747 waren damit ausgerüstet, insbesondere die Triebwerke vom Typ Pratt & Whitney JT9D. Die entsprechenden Anlagen wurden jedoch später aus den meisten Flugzeugen entfernt.[11]

Zur Leistungssteigerung in der Startphase an einzelnen heißen Tagen war die Wassereinspritzung auch in jüngerer Zeit wieder bei der Boeing 777X im Gespräch.
Ein missglückter Nassstart war die Ursache für die spektakuläre Notlandung einer BAC 1-11 auf der A7 nördlich von Hamburg am 6. September 1971. Anstelle von demineralisiertem Wasser war eine brennbare Kerosin-Wasser-Mischung in die entsprechenden Tanks gefüllt worden, so dass beide Triebwerke wegen Überhitzung ausfielen.

## Verwendung in Kraftfahrzeugen
Mit der Einführung der Motoraufladung bei Straßenfahrzeugen entschieden sich manche Fahrzeughersteller wie z. B. Chrysler für den Einsatz von Wassereinspritzung. Das Modell Oldsmobile F85 – vorgestellt 1962 – wurde in der "Jetfire"-Motorvariante mit Wassereinspritzung ausgestattet (vermarktet als "das weltweit erste turboaufgeladene Straßenfahrzeug"; zeitgleich mit dem Modell Corvair Spyder). Das Wasser/Alkoholgemisch wurde durch Oldsmobile als 'Turbo-Rocket Fluid' vermarktet. In Europa hatte Saab mit dem Saab 99 Turbo bis Mitte der 1980er Jahre einen Motor mit Wassereinspritzung im Angebot. Mit der Verbreitung des Ladeluftkühlers bei aufgeladenen Motoren wurde die Senkung der Ansauglufttemperatur auch ohne Wassereinspritzung sichergestellt. Die Technik der Wassereinspritzung erlaubt grundsätzlich die Senkung der Stickoxid- (NO) und Kohlenmonoxid- (CO) Emissionen im Abgas. Allerdings liegt aktuell der Schwerpunkt dieser Technologie in der Möglichkeit, die Temperatur der Zylinderladung zu senken und die Klopfgrenze zu verschieben. Dies erlaubt eine höhere Verdichtung, was wiederum eine Leistungssteigerung bzw. eine Reduzierung des Kraftstoffverbrauchs ermöglicht.
Im Jahre 2015 stellte BMW eine Variante des Hochleistungs-Coupes M4, den M4 GTS, vor. Diese Variante kombiniert Wassereinspritzung mit dem Einsatz eines Ladeluftkühlers. Die Markteinführung erfolgte 2016. Auch andere Fahrzeughersteller entwickeln derzeit Motoren mit Wassereinspritzung, bei denen der Fokus auf einer möglichen „Leistungssteigerung“ liegt. Jedoch ist zu erwarten, dass in der Mitte der 2020er-Jahre eine Verschiebung in Richtung „Verbesserung des Kraftstoffverbrauchs“ erfolgen wird. Dies wird hauptsächlich bedingt durch den zunehmenden Druck zur CO2-Emissions-Reduktion und der damit einhergehenden Regulierung der Grenzwerte.
Bosch, Mit-Entwickler dieser Technologie in Kooperation mit BMW, bietet das Wassereinspritzungs-System unter dem Namen „WaterBoost“ auch anderen Fahrzeugherstellern an. Beim Einsatz dieses Systems beansprucht Bosch bis zu 5 % höhere Motorleistung, bis zu 4 % niedrigere CO2-Emissionen und bis zu 13 % Verbesserung im Kraftstoffverbrauch. Ähnliche Ergebnisse wurden durch die FEV Europe GmbH veröffentlicht. Bis zu 5,3 % Verbesserung im Kraftstoffverbrauch eines 2,0-l-Benzinmotors seien möglich. In Kombination mit gekühlter Abgasrückführung sind – je nach gewähltem Fahrzyklus – mehr als 7 % Verbesserung im Kraftstoffverbrauch realisierbar.
Wassereinspritzung und gekühlte Abgasrückführung (AGR) können als konkurrierende Technologien angesehen werden. Untersuchungsergebnisse haben gezeigt, dass im Teillastbereich ein 40–50%iges Wasser/Kraftstoffverhältnis (Wassereinspritzung erfolgt in den Ansaugtrakt) einen vergleichbaren Effekt zeigt wie eine 10%ige AGR-Rate. Die Vorteile der Wassereinspritzung liegen in der einfacheren Systemregelung, da es sich hierbei nicht um einen geschlossenen Kreislauf (wie bei der Abgasrückführung) handelt. Außerdem ist der Einspritzzeitpunkt des Wassers unabhängig von anderen Parametern wie z. B. Abgasgegendruck am Turbolader, Ladungswechseleffekten und möglichem Zündverzug (im Gegensatz zu AGR). Weiterhin beeinflusst die Einspritzung von Wasser die Stabilität der Verbrennung nur in geringem Maße. Der Zündverzug (bedingt durch die AGR-Verdünnung) sowie die notwendige Anpassung des rückgeführten Abgasmassenstromes an die Turbolader-Charakteristik sind üblicherweise die beiden begrenzenden Parameter für die maximal mögliche AGR-Rate. Daher lassen sich durch den Einsatz der Wassereinspritzung insbesondere in den Betriebsbereichen des Motors Synergieeffekte erzielen, in denen die Rückführung von gekühltem Abgas typischerweise nicht möglich ist (Volllast/ hohe Drehzahl).

### Bordeigene Wassergewinnungssysteme
Kundenbefragungen zur Bereitwilligkeit der Fahrzeugnutzer, kontinuierlich ein weiteres Betriebsmittel aufzufüllen, zeigen nur eine geringe Akzeptanz. Daher wird die Notwendigkeit des kontinuierlichen Auffüllens des Wassertanks als größtes Hindernis für die Serienverwendung der Wassereinspritzung angesehen. Diese Situation wird erheblich verbessert durch die Entwicklung eines geschlossenen Wasserrückgewinnungssystems. Ein solches System stellt auch die Einhaltung niedriger CO2-Emissionen sicher (möglicher Anstieg bei fehlendem Wasser).
Grundsätzlich sind drei Arten der Wassergewinnung denkbar. Kondenswasser aus
- der Umgebung (z. B. Kondensat aus Luftfeuchtigkeit (Klimaanlage))
- dem Regenwasser (Karosserie)
- und dem Abgaskondensat.

Die beiden ersten Varianten sind abhängig von den Wetterbedingungen (ausreichende rel. Luftfeuchtigkeit) bzw. Benutzer-Gewohnheiten (keine Nutzung der Klimaanlage). Folglich kann eine ausreichende Verfügbarkeit an Kondensat nicht sichergestellt werden. Andererseits stellt die Kondensation von Wasserdampf aus dem Abgas eine sichere Quelle dar. Bei der Verbrennung von 1 Liter Otto-Kraftstoff entsteht näherungsweise das gleiche Volumen an Wasser, allerdings noch in Form von Wasserdampf. Im Oktober 2019 stellten Hanon Systems und die FEV Europe GmbH ein modifiziertes Serienfahrzeug (Audi TT Sport) vor, das mit einem Wassereinspritzsystem („Port Water Injection“) in Kombination mit einem autark arbeitendem Wasserrückgewinnungssystem („Water Harvesting System“) der Firma Hanon Systems ausgerüstet ist. Das im Serienfahrzeug integrierte System war in der Lage, selbst unter den ungünstigsten Betriebsbedingungen, ausreichend Wasser zum Zwecke der Wassereinspritzung bereitzustellen. Tatsächlich wurde etwa die doppelte Menge des benötigten Wasservolumens kondensiert. Das Kondensat war transparent, ohne starken Geruch oder Farbe.